# Murder in the Mirror
Murder in the Mirror is een Amerikaanse film uit 2000 van James Keach.

## Verhaal
Mary ontmoet Paul, trouwt met Paul en wordt hoofdverdachte als Paul wordt vermoord. Terwijl de politie de zaak tegen haar voorbereidt, begint zij haar eigen onderzoek dat haar naar de louche delen van de stad brengt en het zeer geheime dubbelleven van haar echtgenoot blootlegt.

## Rolverdeling
| Acteur           | Personage              |
| ---------------- | ---------------------- |
| Jane Seymour     | Dr. Mary Kost Richland |
| James Farentino  | Detective Frank Russo  |
| Robert Desiderio | Dr. Paul Richland      |
| Zeus Mendoza     | Mendoza                |
| Hayley DuMond    | Rita                   |
| Nan Martin       |                        |
| Peter Jason      | Clark Snowdon          |
| John Enos        | The Pimp               |
| Tracy Griffith   | Dona                   |
| David Kimball    | Dr. Brauer             |